# Бабка жёлтопятнистая
Бабка жёлтопятнистая, или зеленотелка жёлто-пятнистая, (лат. Somatochlora flavomaculata) — вид разнокрылых стрекоз из семейства бабок.

## Описание

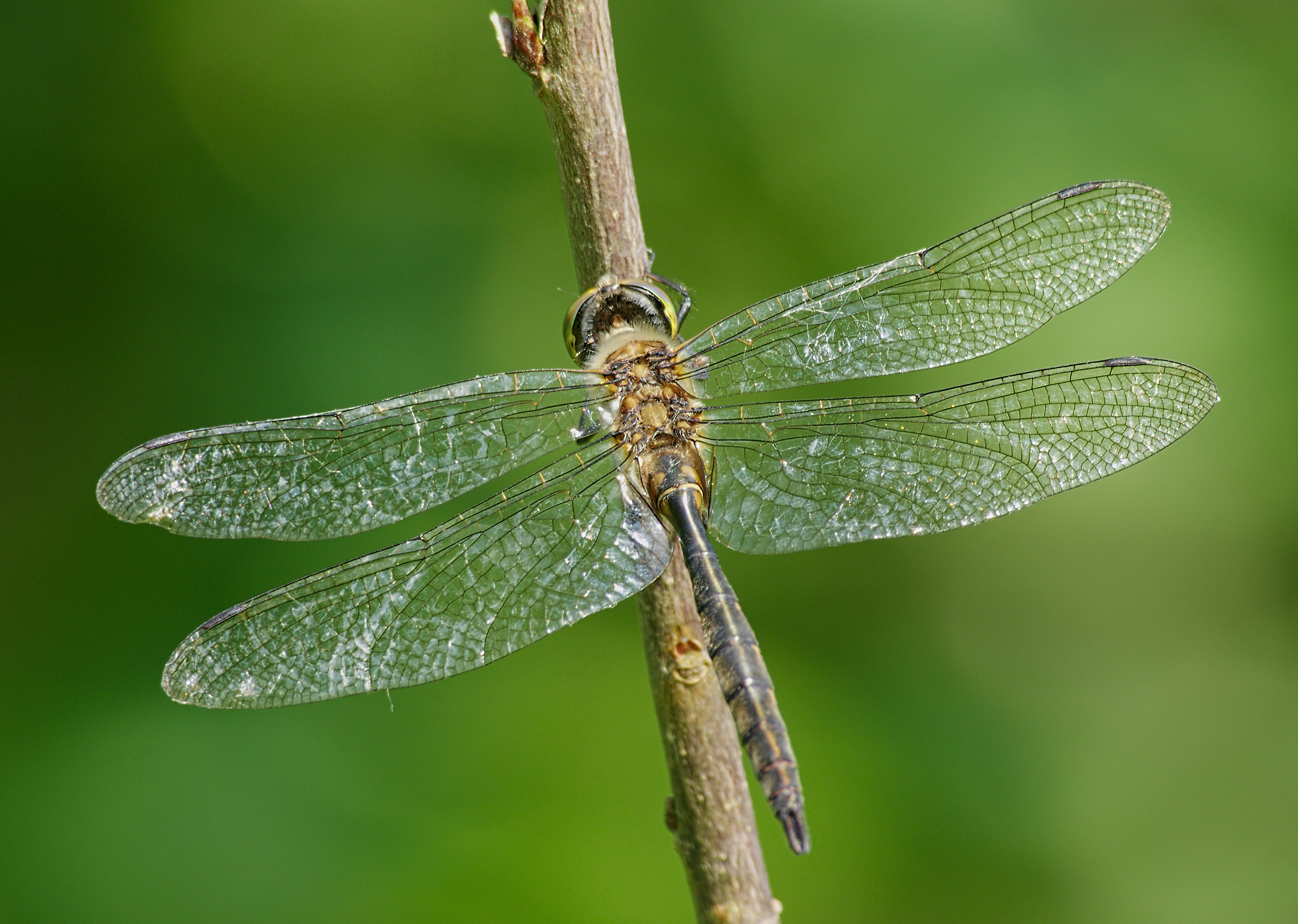

Длина 45—54 мм, брюшко 34—40 мм, заднее крыло 32—38 мм.. Окраска тела блестящая, однотонная, металлически-чёрная. На лбу имеется два жёлтых пятна в углах около глаз.
По бокам от II по VIII (IX) тергитов брюшка располагаются жёлто-оранжевые пятна. У самок боковые жёлтые пятна на брюшке гораздо крупнее и соединяются друг с другом, образуя непрерывную и широкую зигзагообразную полоску.

## Ареал
Ареал вида включает всю территорию Европы, Кавказ, Южную Сибирь, Закавказье и северную половину Малой Азии. В России на север вид проникает до Полярного круга.
На Украине вид зарегистрирован на большей части территории страны. В западных областях очень редкий, в Киевской области бывает массовым.

## Биология
Лёт: конец мая — конец августа. Стрекозы предпочитают широкий спектр стоячих и медленно текущих водоемов, преимущественно теплых и густозаросших или заболоченных.
Яйца самка откладывает вблизи берега на подводную растительность. Личинки ведут придонный образ жизни среди заросшей растительности. Личинки обитают в мелких реках и ручьях со слабым течением и в непроточных озёрах и болотах с чистой водой и богатой водной растительностью. Личинки развиваются в течение 2 лет.